# EuroStaete (micronatie)
EuroStaete, later Wonderland, is een micronatie dan wel niemandsland tussen Nederland en Duitsland, nabij Coevorden en in het grensoverschrijdend bedrijventerrein Europark. EuroStaete wordt anno 2023 nog niet door een staat erkend, anders dan door EuroStaete zelf.

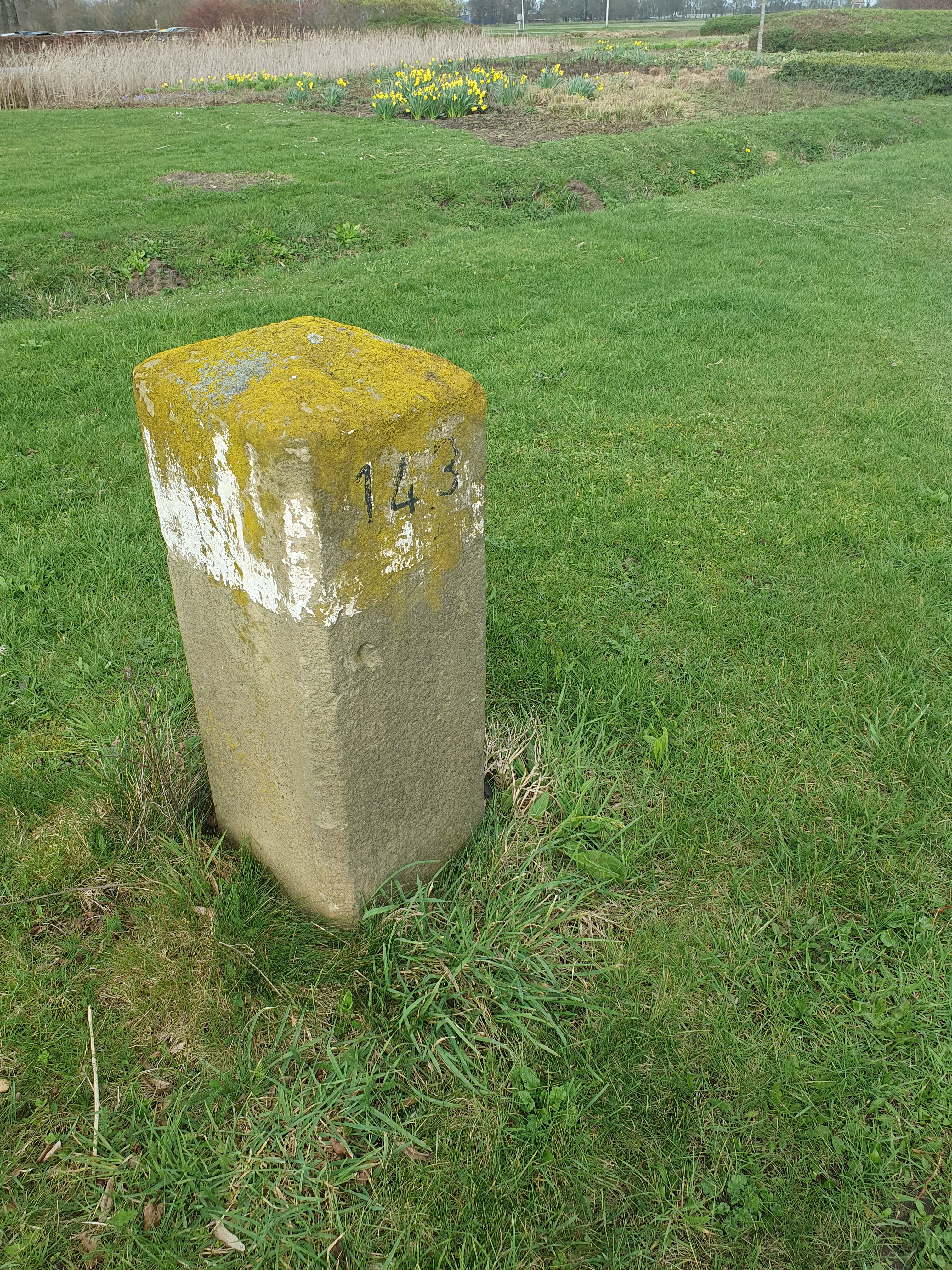
Grenspaal 143 op industrieterrein Europark bij Coevorden

In feite is EuroStaete het resultaat van een grensconflict waarbij Nederland en Duitsland niet dezelfde grens hanteren. Opmerkelijk is dat er een gebied is waar geen van beide staten aanspraak op maakt, terwijl bij de meeste grensconflicten twee of meer landen aanspraak maken op hetzelfde gebied.

## Omschrijving
Tussen grenspalen 142 en 144 nabij Coevorden volgt de grens tussen Duitsland en Nederland een inmiddels gedempte sloot. Volgens een grenstraktaat tussen Nederland en Hannover uit 1824 (getekend in 1825) werd bepaald dat de grens tussen de palen 8 en 9 de contouren van deze sloot volgt, waarbij de sloot in zijn geheel bij Hannover hoort. Later werden grenspalen 8 en 9 hernoemd in 142 en 144, waarbij een tussenpaal die aan het noordelijkste punt van deze uitstulping staat nummer 143 kreeg. Bij een grondtransactie werd door een Duitse notaris alleen de grond binnen de uitstulping tot aan het midden van de sloot in het Duitse Grundbuch ingeschreven. Hierdoor ontstond in feite een strook niemandsland van zo'n 500 meter lang en 6 meter breed (de afstand tussen het midden van de sloot en de grenspalen).
Kunstenares Jikke Jager ontwierp guldenmarken als betaalmiddel voor EuroStaete.

## Beukeveld
Op 20 mei 2006 riepen Gerard Beukeveld en zijn familie, eigenaar van deze strook grond, alsmede van de grond in de uitstulping, de soevereine vrijstaat Beukeveld uit. Later hernoemden ze deze in EuroStaete, op de strook grond van circa 3000 m² (de noordelijke helft van de voormalige sloot). De gemeente Coevorden voerde op deze strook grondwerkzaamheden uit voor het bedrijventerrein Europark. Hierop stuurde Gerard Beukeveld een brief aan premier Balkenende waarin hij dreigde de ondergrondse infrastructuur van EuroStaete op te blazen, waarna hij gearresteerd werd. In een tweede brief die aan minister-president Balkenende was gericht, schreef Beukeveld: U zult begrijpen dat mijn geduld nu op is en dat ik op basis van zelfverdediging bij een eerstvolgende overtreding ook tot geweld over ga. 
Beukeveld was voornemens inkomsten te genereren door gas- en oliewinning en door verkoop van belastingvrije producten. Bovendien had hij plannen er een casino te vestigen.
In 2015 droeg Beukeveld het initiatief over aan anderen en kreeg het ook een andere naam: Vrijstaat Wonderland, of kortweg Wonderland.